# Chica da Silva
Francisca da Silva de Oliveira est une femme affranchie et personnalité mondaine brésilienne du XVIIIe siècle. Plusieurs œuvres posthumes ont romancé sa vie et l'ont rendue célèbre sous le nom de Xica da Silva ou Chica da Silva.

## Biographie
Francisca da Silva de Oliveira naît d'une mère esclavagisée déportée de la costa da Mina (en) en Afrique, Maria da Costa. Son père est le Portugais Antonio Caetano de Sá.
Francisca da Silva donne naissance à un fils, Simão (pt), dont le père est son maître, le médecin portugais Manuel Pires Sardinha. Lors du baptême, il affranchit l'enfant. En 1753, le juge João Fernandes de Oliveira achète Francisca da Silva, et le décembre de la même année, il l'affranchit.
De 1755 à 1770, Francisca da Silva de Oliveira vit à Tijuco en concubinage avec João Fernandes de Oliveira, avec lequel elle a treize enfants. Elle place ses filles dans la meilleure école du Minas Gerais. En 1771, Fernandes rentre au Portugal pour régler des disputes autour de l'héritage paternel, et ne retourne jamais au Brésil. Pour maintenir son statut, Francisca da Silva de Oliveira rejoint plusieurs confréries, y compris certaines des plus prestigieuses localement. Elle est appelée Dona, esclavagise elle-même plusieurs personnes et possède une maison à deux étages dans un quartier aisé.
Elle meurt à Tejuco et est enterrée en grande pompe à l'église de São Francisco de Assis (pt).

## Postérité

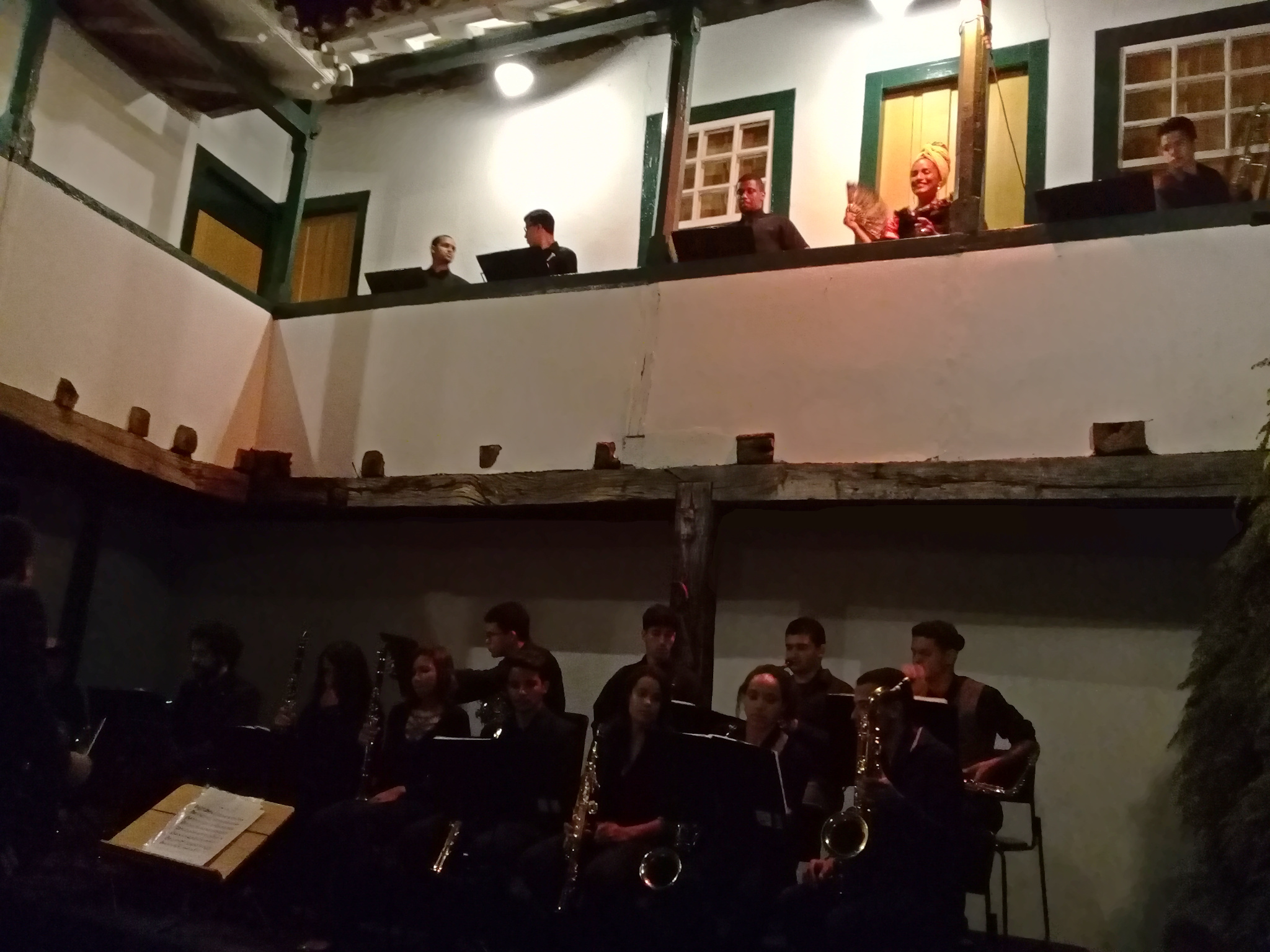
Un concert dans la cour de la, avec une actrice représentant Xica da Silva.

En 1976 sort le film Xica da Silva. En 1996 et 1997, la télénovela Xica da Silva (pt) est publiée. De nombreuses autres œuvres littéraires ou carnavalesques lui sont consacrées. Xica da Silva est considérée comme une figure emblématique, voire mythique, qui symbolise une partie de l'identité brésilienne. Son personnage permet aux artistes du XXe siècle et du XXIe siècle de parler de l'intrication du patriarcat et du racisme dans la société brésilienne, ainsi que de l'usage du pouvoir érotique dans les rapports de domination mais aussi dans l'ascension sociale. Certaines de ces œuvres idéalisent Chica da Silva et la présentent comme le modèle de la femme brésilienne parfaite, en effaçant le contexte violent de sa vie. D'autres critiques ont été adressées aux représentations populaires de Chica da Silva, surtout d'un point de vue de gauche.